# Fuat (Name)
Fuat ist ein türkischer und albanischer männlicher Vorname arabischer Herkunft (arabisch فؤاد / Fuad mit der Bedeutung „Herz“).

## Namensträger

### Vorname
- Fuat Ağralı (1877–1957), türkischer Politiker
- Fuat Bultan (1933–2013), türkischer Radiokolumnist und Hörfunkmoderator
- Fuat Çapa (* 1968), türkisch-belgischer Fußballtrainer
- Ali Fuat Cebesoy (1882–1968), osmanisch-türkischer General, Diplomat und Politiker
- Fuat Hulusi Demirelli (1876–1955), türkischer Jurist, Autor und Politiker
- Fuat Güner (* 1948), türkischer Popmusiker und Autor
- Fuat Kent (* 1945), türkischer Pianist und Dirigent
- Fuat Kılıç (* 1973), deutsch-türkischer Fußballspieler und -trainer
- Mehmet Fuat Köprülü (1888–1966), türkischer Historiker und Politiker
- Fuat Mansurow (1928–2010), kasachischer Dirigent
- Fuat Oktay (* 1964), türkischer Politiker
- Fuat Saka (* 1952), lasisch-türkischer Sänger, Songwriter und Arrangeur
- Fuat Sanaç (* 1954), Präsident der Islamischen Glaubensgemeinschaft in Österreich
- Fuat Saner (* 1945), türkischer Fußballspieler
- Fuat Sezgin (1924–2018), türkischer Orientalist, Autor und Herausgeber
- Fuat Sirmen (1899–1981), türkischer Politiker
- Fuat Tuaç (1975), türkischer Jazzmusiker
- Fuat Uzkınay (1888–1956), erster türkischer Filmregisseur und Kameramann

### Künstlername
- Fuat (Rapper) (* 1972), türkischer Rapper